# Nova Topola (Lebane)
Pour les articles homonymes, voir Nova Topola.
Nova Topola (en serbe cyrillique : Нова Топола) est un village de Serbie situé dans la municipalité de Lebane, district de Jablanica. Au recensement de 2011, il comptait 102 habitants.

## Démographie
| 1948 | 1953 | 1961 | 1971 | 1981 | 1991 | 2002 | 2011 |
| ---- | ---- | ---- | ---- | ---- | ---- | ---- | ---- |
| 432  | 421  | 363  | 311  | 262  | 175  | 121  | 102  |

|  |